# Olga Wiktorowna Wedjaschewa
Olga Wiktorowna Wedjaschewa (geborene Kurdatschenko; russisch Ольга Викторовна Ведяшева, englisch Olga Viktorovna Vedyasheva; * 5. November 1970 in Tschussowoi) ist eine ehemalige sowjetisch-kasachische Skirennläuferin.

## Biographie
Olga Kurdatschenko wurde 1985 Mitglied der sowjetischen Nationalmannschaft und durfte bereits als Vorläuferin bei internationalen Rennen starten. Ein Jahr später nahm sie erstmals an Juniorenweltmeisterschaften teil, wobei sie mit Rang 7 in der Abfahrt ihr bestes Ergebnis erzielte.
Im darauffolgenden Jahr feierte sie bei den Juniorenweltmeisterschaften in Sälen bzw. Hemsedal den bis zu diesem Zeitpunkt größten Erfolg ihrer Karriere. Als erste sowjetische Sportlerin gewann sie Medaillen bei einer Alpinen Ski-Juniorenweltmeisterschaft. Nach Bronze im Riesenslalom musste sie sich in der Kombination nur der Österreicherin Sabine Ginther geschlagen geben. In der Abfahrt verpasste sie als Vierte nur knapp eine Medaille, auf die drittplatzierte Italienerin Deborah Compagnoni fehlten ihr nur knapp drei Zehntelsekunden.
Am 5. Dezember 1987 gewann Kudratschenko ihre ersten Weltcuppunkte mit Rang 10 bei der Abfahrt in Val-d’Isère. Aufgrund dieser Leistung wurde sie für die Weltmeisterschaften in Crans-Montana nominiert. Dort erreichte sie ihr bestes Ergebnis in der Alpinen Kombination mit Rang 18.
1990 beendete Kurdatschenko ihre Karriere vorzeitig, heiratete und zog nach Kasachstan, die Heimat ihres Mannes und wurde Mutter. Einige Jahre später gab sie ihr Comeback, nun unter kasachischer Flagge und unter dem Namen Olga Wedjatschewa. Ihr erstes Weltcuprennen für Kasachstan bestritt sie am 4. Dezember 1993 in Tignes, wobei sie als 73. die Weltcuppunkteränge deutlich verfehlte. Doch bereits etwas mehr einen Monat später, am 29. Januar 1994 ihre ersten Weltcuppunkte nach dem Comeback.
Bei den Olympischen Winterspielen 1994 war Wedjatschewa Teil der ersten kasachischen Mannschaft, die an Olympischen Winterspielen teilnahm. Ihre beste Platzierung, Rang 19 in der Alpinen Kombination, ist bis heute das beste Ergebnis einer kasachischen Skirennläuferin bei Olympischen Winterspielen.
1996 gewann Wedjatschewa die ersten Medaillen für Kasachstan bei Winter-Asienspielen. Sie gewann Gold im Riesenslalom sowie Silber im Super-G.
Bei der Qualifikation für die Olympischen Winterspiele 1998 unterlag die etablierte Wedjatschewa der jungen Athletin Julija Krygina, woraufhin hin sie mit einem Karriereende spekulierte. Schlussendlich entschloss sie sich, ihre Karriere um ein Jahr zu Verlängern.
Bei ihrem letzten internationalen Großereignis, den Winter-Asienspielen 1999 in Gangwon gewann sie drei Medaillen. Sie konnte ihren Titel im Riesenslalom erfolgreich verteidigen und holte dazu noch Silber im Slalom und Bronze im Super-G
Anschließend beendete sie endgültig ihre Karriere als Skirennläuferin.

## Erfolge

### Olympische Winterspiele
- Lillehammer 1994: 19. Alpine Kombination, 24. Abfahrt, 37. Super-G

### Weltmeisterschaften
- Crans-Montana 1987: 18. Alpine Kombination, 24. Abfahrt[3], 37. Super-G[4], DNF Riesenslalom[5], DNF Slalom[6]

### Juniorenweltmeisterschaften
- Bad Kleinkirchheim 1986: 7. Abfahrt, 19. Slalom, 32. Riesenslalom
- Sälen/Hemsedal 1987

### Winter-Asienspiele
- Harbin 1996: 1. Riesenslalom, 2. Super-G
- Gangwon 1999: 1. Riesenslalom, 2. Slalom, 3. Super-G